# Джхакри, Рам Кумари
Рам Кумари Джхакри, также Рамкумари Джакри (Ram Kumari Jhakri, непальск. रामकुमारी झाँक्री; род. 1977) — непальская общественная и политическая деятельница. Бывший президент Всенепальского национального свободного студенческого союза (ANNFSU), в настоящее время — коммунистический депутат нижней Палаты представителей федерального парламента с 2017 года и министр городского развития в кабинете Шер Бахадур Деубы с 8 октября 2021 года.

## Биография
Была видной активисткой студенческого движения и первой женщиной, избранной президентом студенческого профсоюза, связанного с крупной партией. Как президент ANNFSU, стала была одной из центральных фигур протестов во время демократического движения 2006 года в Непале.
В парламент избрана от коренных народов, представляла Коммунистическую партию Непала (объединённую марксистско-ленинскую), после её объединения с маоистами — Непальскую коммунистическую партию, после расформирования и раскола последней — Коммунистическую партию (объединённую социалистическую).
4 мая 2019 года дала интервью ток-шоу «Люди хотят знать» («Джаната джанна чаханчхан») на телеканале Prime Times, в котором раскритиковала лидера своей тогдашней партии, премьер-министра Кхадгу Прасада Шарму Оли, за правительственную программу на фискальный 2019—2020 год. Она заявила, что программы премьер-министра оскорбляют республиканский характер страны. Она также выступала с критикой министра финансов Юбараджа Хативады. Поддерживает квоты для женщин на государственной службе.